# Maria Góes
Maria de Lourdes Rodrigues da Silva, mais conhecida como Maria Góes (Porto Grande, 22 de julho de 1949), é uma empresária e política brasileira. Filiada ao Partido Democrático Trabalhista (PDT), é deputada estadual. É mãe do ex-deputado e ex-prefeito Roberto Góes e tia do governador do Amapá Waldez Góes.

## Carreira política
Iniciou-se na política em 1996, ao ser eleita vereadora de Macapá pelo PSD, sendo reeleita em 2000, 2004 e 2008. 
Em 2010, foi eleita deputada estadual com 9.044 votos, sendo a quarta deputada estadual mais votada daquela eleição. É reeleita em 2014, com 5.028 votos, na coligação “A Força do Povo” (PDT/PP/PMDB).
Nas eleições de 2018, recebe 4.109 votos, ficando com a primeira suplência da coligação. Em 2020, deixa o PDT e filia-se ao DEM, juntamente com os filhos Roberto e o vereador Cláudio. 